# Crox Alvarado
Crox Alvarado (ur. 3 maja 1910 w San José, zm. 30 stycznia 1984 w Meksyku) – meksykański aktor filmowy. Na przestrzeni lat 1937–1983 wystąpił w 90 produkcjach, włączając dwa filmy wyświetlone na Międzynarodowym Festiwalu Filmowym w Cannes.

## Wybrana filmografia
- Doña Diabla (1950)
- Sieć (La Red) (1953)